# Aneilema dispermum
Aneilema dispermum är en himmelsblomsväxtart som beskrevs av John Patrick Micklethwait Brenan. Aneilema dispermum ingår i släktet Aneilema och familjen himmelsblomsväxter. Inga underarter finns listade.